# Siemowit (Dobrin)
Siemowit (* um 1265; † um 1312) war ein polnischer Herzog aus dem Adelsgeschlecht der kujawischen Piasten.

## Leben
Siemowit war Sohn von Herzog Kasimir I. von Kujawien († 1267) und dessen zweiter Ehefrau, der schlesischen Prinzessin Euphrosine von Oppeln. Nach dem Tod seines Vaters wurde er unter die Obhut seiner Mutter gestellt, die bis 1275 die Regentschaft im Dobriner Land und Brześć Kujawski übernahm. Ab 1287 wurde Siemowit Herzog im Dobriner Land. 1293 geriet er in litauische Gefangenschaft und seine Ländereien wurden bis 1295 von seinem älteren Bruder Ladislaus Ellenlang übernommen. Zwischen 1303 und 1305 wurde er aufgrund seiner Przemisliden-freundlichen Politik abgesetzt. Danach unterstützte er seinen Bruder Ladislaus Ellenlang, der nach seinem Tod auch die Regentschaft für seine minderjährigen Söhne übernahm.

## Ehe und Familie
Zwischen 1296 und 1300 heiratete er die ruthenische Prinzessin Anastasia von Galizien, die Tochter von Leo I. von Galizien. Mit ihr hatte er die Kinder:
- Leszek
- Władysław der Krumme
- Bolesław